# Jefferson Davis kabinett
Jefferson Davis kabinett var Amerikas konfedererade staters regering från 18 februari 1861 till 5 maj 1865. Jefferson Davis var konfederationens president under hela det amerikanska inbördeskriget och hans kabinett var därmed dess enda regering. Det sista kabinettsammanträdet hölls den 5 maj 1865 varpå hela sydstatsregeringen upplöstes.

## Lista över kabinettmedlemmar

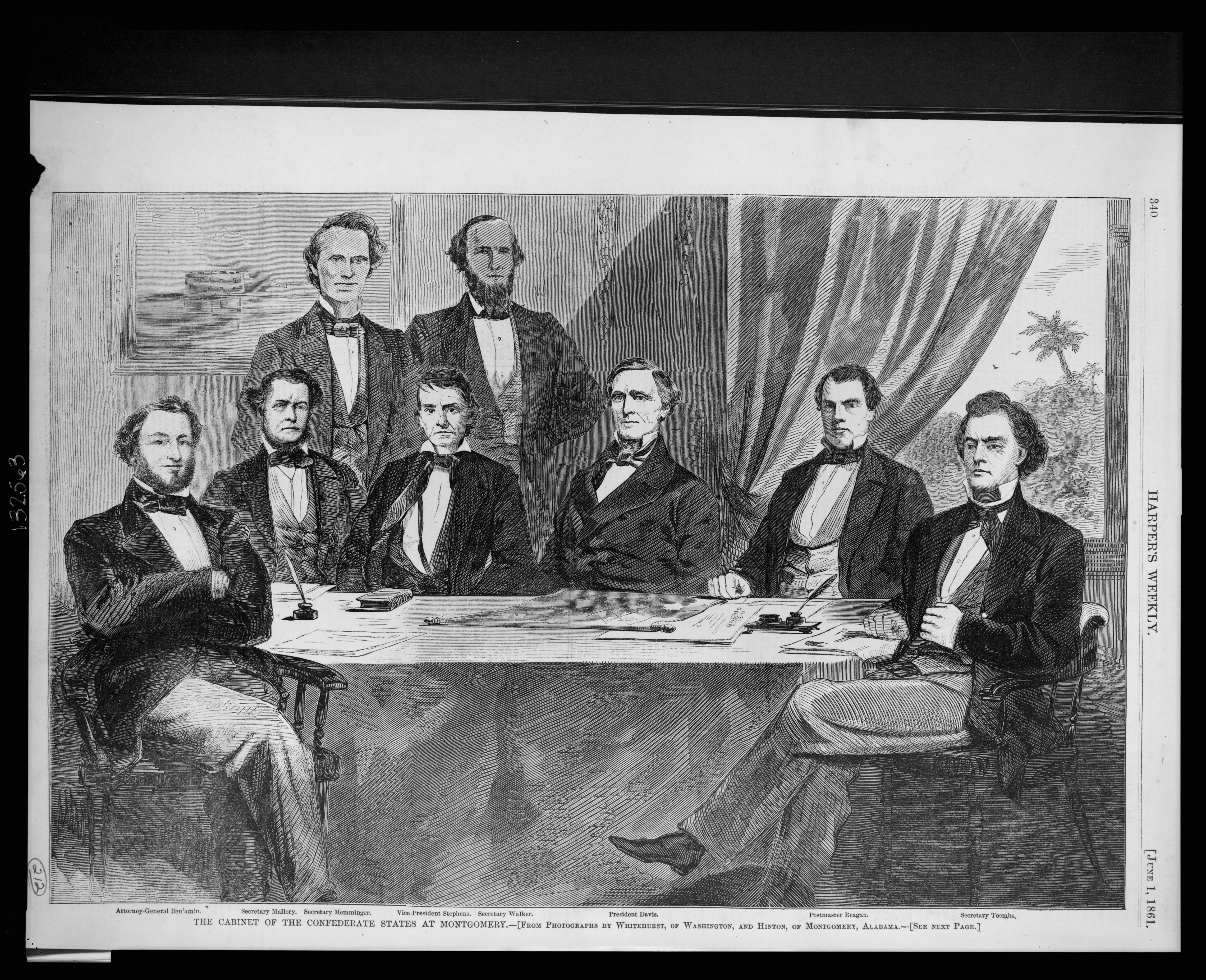
Jefferson Davis kabinett avbildas i tidningen Harper's Weekly, teckning från juni 1861. Främre raden, från vänster till höger: Judah P. Benjamin, Stephen Mallory, Alexander Stephens, Jefferson Davis, John Henninger Reagan, Robert Toombs. Bakre raden, stående från vänster till höger: Christopher Memminger, LeRoy Pope Walker.

| Befattning       | Namn                  | Mandatperiod |
|                  |                       |              |
| President        | Jefferson Davis       | 1861–1865    |
| Vicepresident    | Alexander Stephens    | 1861–1865    |
| Utrikesminister  | Robert Toombs         | 1861         |
| Utrikesminister  | Robert M.T. Hunter    | 1861–1862    |
| Utrikesminister  | Judah P. Benjamin     | 1862–1865    |
| Finansminister   | Christopher Memminger | 1861–1864    |
| Finansminister   | George Trenholm       | 1864–1865    |
| Finansminister   | John H. Reagan        | 1865         |
| Krigsminister    | Leroy Pope Walker     | 1861         |
| Krigsminister    | Judah P. Benjamin     | 1861–1862    |
| Krigsminister    | George W. Randolph    | 1862         |
| Krigsminister    | James Seddon          | 1862–1865    |
| Krigsminister    | John C. Breckinridge  | 1865         |
| Marinminister    | Stephen Mallory       | 1861–1865    |
| Postminister     | John H. Reagan        | 1861–1865    |
| Justitieminister | Judah P. Benjamin     | 1861         |
| Justitieminister | Thomas Bragg          | 1861–1862    |
| Justitieminister | Thomas H. Watts       | 1862–1863    |
| Justitieminister | George Davis          | 1864–1865    |